# Jean Koch
Jean Koch, eigentlich Johann Friedrich Koch, (Lebensdaten unbekannt) war ein deutscher Fußballspieler.

## Karriere
Koch, aus dem Berliner SV 1892 hervorgegangen, gelangte zur Saison 1921/22 zur Frankfurter Eintracht, für die er bis Saisonende 1922/23 in den vom Süddeutschen Fußball-Verband durchgeführten Meisterschaften im Bezirk Main, in der Abteilung I der Kreisliga Nordmain, danach in der leistungsdichteren, nicht in Abteilungen gegliederten Kreisliga Nordmain, als Torwart Punktspiele bestritt.
Zu Beginn als Sieger aus der Abteilung I hervorgegangen, unterlag er mit seiner Mannschaft im Finale um die Kreismeisterschaft Nordmain dem FC Germania Frankfurt, dem Sieger der Abteilung II, mit 3:6 nach Hin- und Rückspiel; in der Folgesaison belegte er mit seiner Mannschaft den dritten Platz.
Von 1923 bis 1925 – zum Lokalrivalen FSV Frankfurt gewechselt – spielte er für diesen in der leistungsdichteren Bezirksliga Main und ging zweimal als Meister aus ihr hervor. Infolgedessen nahm er mit seiner Mannschaft jeweils an den sich anschließenden Endrunden um die Süddeutsche Meisterschaft teil, belegte von sechs teilnehmenden Mannschaften lediglich den fünften bzw. von fünf teilnehmenden Mannschaften den dritten Platz. Letzterer Erfolg berechtigte ihn und seine Mannschaft zur Teilnahme an der Endrunde um die Deutsche Meisterschaft. Er kam in allen vier Spielen, von denen drei erst in der Verlängerung entschieden wurden, zum Einsatz. Den im Achtel- und Viertelfinale erfolgreich gestalteten Begegnungen, folgte die am 24. Mai 1925 in Fürth ausgetragene gegen Hertha BSC, in der Robert Pache der Siegtreffer zum  1:0 in der 102. Minute gelang. In dem am 7. Juni 1925 im Frankfurter Waldstadion gegen den 1. FC Nürnberg ausgetragenen Finale, musste er lediglich ein Tor hinnehmen, doch es war der in der 108. Minute durch Ludwig Wieder erzielte Siegtreffer des „Clubs“.

## Erfolge
- Finalist Deutsche Fußballmeisterschaft 1925
- Bezirksmeister Main 1924, 1925